# Denis Alimow
Denis Alimow (russisch Денис Равильевич Алимов; * 3. Mai 1979 in Moskau) ist ein ehemaliger russischer Naturbahnrodler. Er startete auch im Einsitzer, erzielte aber seine größten Erfolge gemeinsam mit Roman Molwistow im Doppelsitzer. Sie gewannen bei der Europameisterschaft 2004 die Silbermedaille und bei der Europameisterschaft 2006 die Bronzemedaille, erzielten sechs Podestplätze in Weltcuprennen und erreichten dreimal den fünften Platz im Doppelsitzer-Gesamtweltcup.

## Karriere
Alimow startete ab 1996 bei internationalen Juniorenmeisterschaften. Bei der Junioreneuropameisterschaft 1996 in Szczyrk erzielte er mit Vadim Borosdin als Vorletzter den zehnten Platz im Doppelsitzer. Ebenfalls Zehnter und Vorletzter wurde er im Doppelsitzer bei der Juniorenweltmeisterschaft 1997 in Aosta, diesmal mit Igor Saizew als Partner. Im Einsitzer belegte er den 21. Platz. Bei der Junioreneuropameisterschaft 1998 in Feld am See wurde er 20. im Einsitzer, schied im Doppelsitzer mit Saizew jedoch aus.
Ab 1999 startete Alimow im Doppelsitzer mit Roman Molwistow. Am 24. Januar 1999 gab er im italienischen Canale d’Agordo sein Weltcupdebüt, wurde 15. im Einsitzer und mit Molwistow Sechster im Doppelsitzer. Eine Woche später erzielte er bei der Juniorenweltmeisterschaft 1999 in Hüttau den 14. Rang im Einsitzer, kam im Doppelsitzer aber mit knapp 16 Sekunden Rückstand nur auf den sechsten und letzten Platz. Mit einem weiteren sechsten Platz in Aurach beendeten Alimow/Molwistow den Doppelsitzer-Gesamtweltcup der Saison 1998/1999 an siebenter Stelle, im Einsitzer erzielte Alimow den 27. Gesamtrang, punktegleich mit dem Polen Waldemar Siąkała. 
Mitte Februar erzielte Alimow bei der Europameisterschaft 1999 in Szczyrk – seinem ersten Titelkampf in der Allgemeinen Klasse – den 17. und vorletzten Platz im Einsitzer und im Doppelsitzer kam das Duo Alimow/Molwistow auf den fünften, aber ebenfalls nur vorletzten Platz.
In der Saison 1999/2000 konnte Alimow im Einsitzer in allen sechs Weltcuprennen punkten. Er fuhr fünfmal unter die besten 20 und erreichte als bestes Rennergebnis den 16. Platz beim Finale in Fénis. Damit erzielte er im Gesamtweltcup den 17. Rang und somit sein bestes Gesamtergebnis im Einsitzer. Im Doppelsitzer konnte er mit Roman Molwistow fünfmal punkten. In den letzten drei Weltcuprennen fuhr das Duo unter die besten fünf und erreichte damit im Gesamtweltcup den fünften Platz. Bei der Weltmeisterschaft 2000 in Olang wurden Alimow und Molwistow Sechste im Doppelsitzer. Alimow trat zum vorerst letzten Mal bei Großereignissen auch im Einsitzer an und wurde 23.
In den ersten beiden Weltcuprennen der Saison 2000/2001 war Alimow nur im Einsitzer am Start. Beim Auftakt in Umhausen erzielte er mit Platz 13 sein bestes Weltcupergebnis im Einsitzer. Anschließend kam er nur noch einmal unter die besten 20, nahm an den letzten beiden Weltcuprennen nicht teil und belegte im Gesamtweltcup den 21. Rang. Im Doppelsitzer gelang dem Duo Alimow/Molwistow mit Platz zwei im dritten Weltcuprennen in Lüsen, dem ersten an dem sie in diesem Winter teilnahmen, der erste Podestplatz und gleichzeitig das beste Ergebnis in einem Weltcuprennen in ihrer Karriere. In den letzten beiden Weltcuprennen in Moskau und Hüttau folgten zwei dritte Plätze, womit sie im Gesamtweltcup wie schon im Vorjahr den fünften Platz erreichten. Bei der Weltmeisterschaft 2001 in Stein an der Enns startete Alimow weder im Ein- noch im Doppelsitzer. In der Saison 2001/2002 fuhr Denis Alimow im Einsitzer in fünf Weltcuprennen unter die besten 20 und wurde im Gesamtweltcup 22. Im Doppelsitzer nahm er mit Roman Molwistow an vier Weltcuprennen teil. Sie erreichten zwei sechste und einen fünften Platz, fielen aber auch einmal aus und wurden Gesamt-Siebente. Bei der Europameisterschaft 2002 in Frantschach-Sankt Gertraud wurden sie Fünfte im Doppelsitzer.
Nur an zwei Weltcuprennen nahm das Duo Alimow/Molwistow in der Saison 2002/2003 teil. Sie wurden einmal Fünfte, einmal Neunte und im Gesamtklassement Zwölfte. Auch im Einsitzer startete Alimow nur bei drei Weltcuprennen. Er erreichte Platzierungen zwischen Rang 15 und Rang 18 und wurde 26. im Gesamtweltcup. Bei der Weltmeisterschaft 2003 in Železniki wurden Alimow/Molwistow Fünfte im Doppelsitzer. In der Saison 2003/2004 startete Alimow im Einsitzer nur bei einem Weltcuprennen, erzielte aber keine Punkte. Im Doppelsitzer ging das Duo Alimow/Molwistow auch nur in zwei Weltcuprennen an den Start. Beim Auftakt in Olang wurden sie Neunte und Ende Januar erreichten sie mit dem dritten Platz in Moskau ihre erste Podestplatzierung seit drei Jahren, womit sie Zehnte im Gesamtweltcup wurden. Zwei Wochen später feierten sie ihren international größten Erfolg, als sie bei der Europameisterschaft 2004 in Hüttau mit einem Rückstand von 0,65 Sekunden auf ihre Landsmänner Pawel Porschnew und Iwan Lasarew die Silbermedaille im Doppelsitzer gewannen. 
In der Saison 2004/2005 startete Alimow im Einsitzer nur im letzten Weltcuprennen, das er an 28. Stelle beendete. Im Doppelsitzer hingegen nahmen Alimow/Molwistow wieder an fünf der sechs Weltcuprennen teil. Sie fuhren in allen Rennen unter die schnellsten sieben und erzielten als beste Resultate zwei dritte Plätze in Unterammergau und Latzfons, womit sie zum dritten Mal in ihrer Karriere den fünften Platz im Doppelsitzer-Gesamtweltcup erreichten. Bei der Weltmeisterschaft 2005 in Latsch wurden sie Sechste im Doppelsitzer. Sie starteten auch zum ersten und einzigen Mal im Mannschaftswettbewerb und belegten gemeinsam mit Julija Wetlowa und Alexander Jegorow im Team Russland II den siebenten Platz. In der Saison 2005/2006 nahm Alimow an keinen Einsitzer-Weltcuprennen teil. Im Doppelsitzer startete das Duo Alimow/Molwistow nur in den ersten drei Rennen, in denen ein fünfter Platz in Kindberg ihr bestes Ergebnis war und sie damit im Gesamtweltcup Zehnte wurden. Anschließend nahmen sie noch an der Europameisterschaft 2006 in Umhausen teil, wo sie mit der jeweils viertschnellsten Laufzeit hinter Porschnew/Lasarew und den Österreichern Schatz/Mühlbacher die Bronzemedaille gewannen. Im Einsitzer startete Alimow nach der 31. Laufzeit im ersten Durchgang nicht mehr im zweiten Lauf.
Zum ersten Mal seit sieben Jahren starteten Alimow und Molwistow in der Saison 2006/2007 wieder in allen sechs Doppelsitzer-Weltcuprennen. In fünf Rennen fuhren sie unter die schnellsten sieben und erzielten als bestes Resultat den vierten Platz in Longiarü, womit sie im Gesamtweltcup Siebente wurden. Im Einsitzer nahm Alimow an zwei Weltcuprennen teil, erreichte dabei aber nur die Plätze 25 und 29 und im Gesamtklassement Rang 40. Bei der Weltmeisterschaft 2007 in Grande Prairie wurden Alimow/Molwistow ebenso wie drei andere Paare disqualifiziert, weil die Schienen ihrer Rodel die zulässige Maximaltemperatur überschritten haben. In seiner letzten Saison 2007/2008 startete Alimow nur noch in drei Doppelsitzer-Weltcuprennen. Er erzielte mit Roman Molwistow einen siebenten und zwei neunte Plätze und damit im Gesamtweltcup Rang zwölf. Bei der Europameisterschaft 2008 in Olang wurden sie Sechste.

## Trainer
Alimow ist ein Trainer in Skeleton. Personal Trainer:
- Sergei Sergejewitsch Tschudinow
- Anton Wjatscheslawowitsch Batujew
- Jelena Walerjewna Nikitina
- Olga Wiktorowna Potylizyna

## Sportliche Erfolge
(wenn nicht anders angegeben, Doppelsitzer mit Roman Molwistow)

### Weltmeisterschaften
- Olang 2000: 6. Doppelsitzer, 23. Einsitzer
- Železniki 2003: 5. Doppelsitzer
- Latsch 2005: 6. Doppelsitzer, 7. Mannschaft

### Europameisterschaften
- Szczyrk 1999: 5. Doppelsitzer, 17. Einsitzer
- Frantschach 2002: 5. Doppelsitzer
- Hüttau 2004: 2. Doppelsitzer
- Umhausen 2006: 3. Doppelsitzer
- Olang 2008: 6. Doppelsitzer

### Juniorenweltmeisterschaften
- Aosta 1997: 10. Doppelsitzer (mit Igor Saizew), 21. Einsitzer
- Hüttau 1999: 6. Doppelsitzer, 14. Einsitzer

### Junioreneuropameisterschaften
- Szczyrk 1996: 10. Doppelsitzer (mit Vadim Borosdin)
- Feld am See 1998: 20. Einsitzer

### Weltcup
- 3× 5. Platz im Doppelsitzer-Gesamtweltcup in den Saisonen 1999/2000, 2000/2001 und 2004/2005
- 6 Podestplätze im Doppelsitzer